# Gare de Lunel
Ne doit pas être confondu avec Gare de Lunel-Viel.
La gare de Lunel est une gare ferroviaire française de la ligne de Tarascon à Sète-Ville, située sur le territoire de la commune de Lunel, dans le département de l'Hérault, en région Occitanie.
C'est une gare de la Société nationale des chemins de fer français (SNCF) desservie par des trains express régionaux TER Occitanie.

## Situation ferroviaire

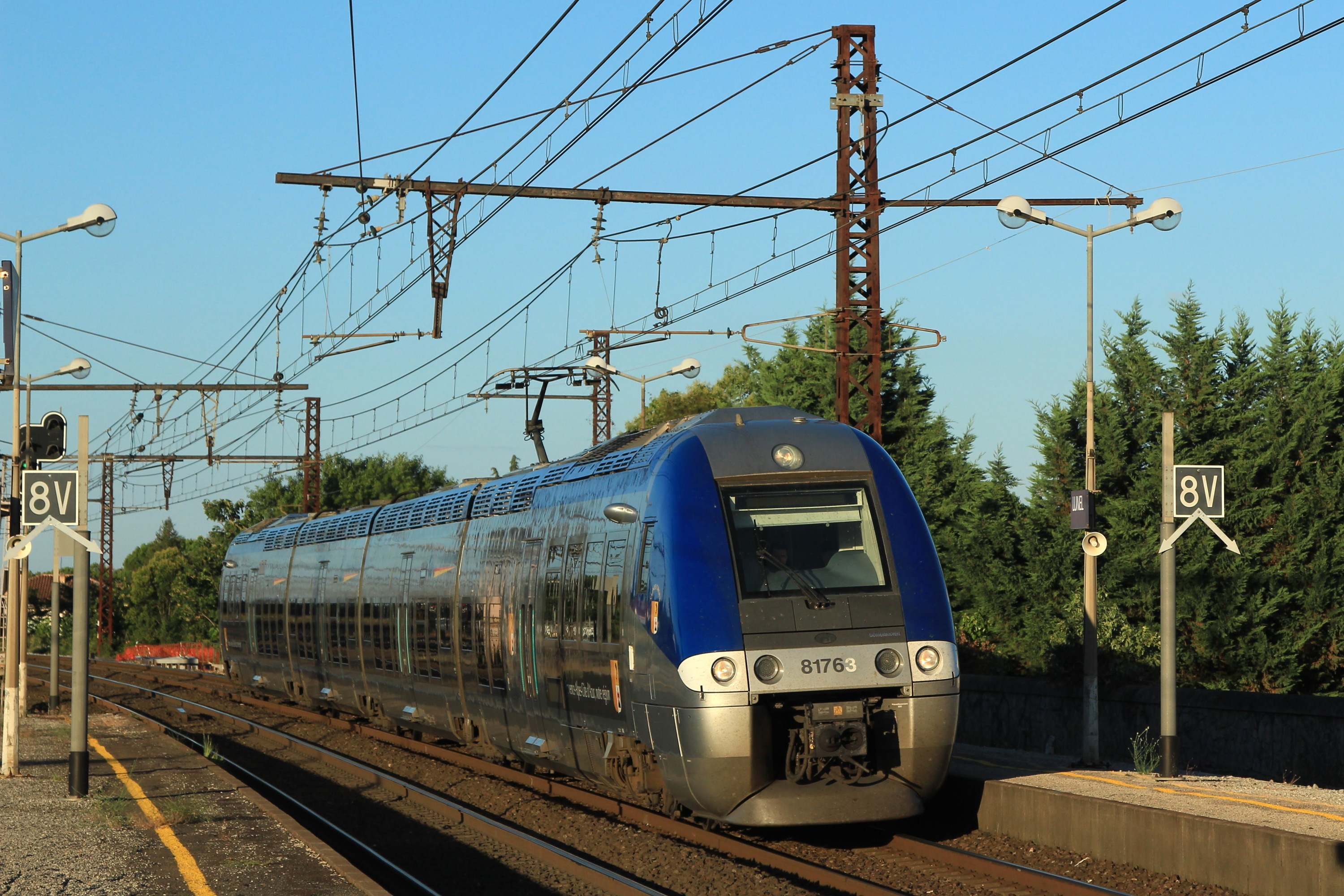
Un TER Marseille - Narbonne arrive en gare de Lunel.

Établie à 10 mètres d'altitude, la gare de Lunel est située au point kilométrique (PK) 53,479 de la ligne de Tarascon à Sète-Ville, entre les gares de Gallargues et de Lunel-Viel. C'était une gare de bifurcation aboutissement, au PK 44,991, de la ligne d'Arles à Lunel non exploitée et partiellement déclassée.
La gare de Lunel est équipée de deux quais de 400 m de longueur utile. Un troisième quai contigu au bâtiment des voyageurs n'est pas utilisé en service commercial.

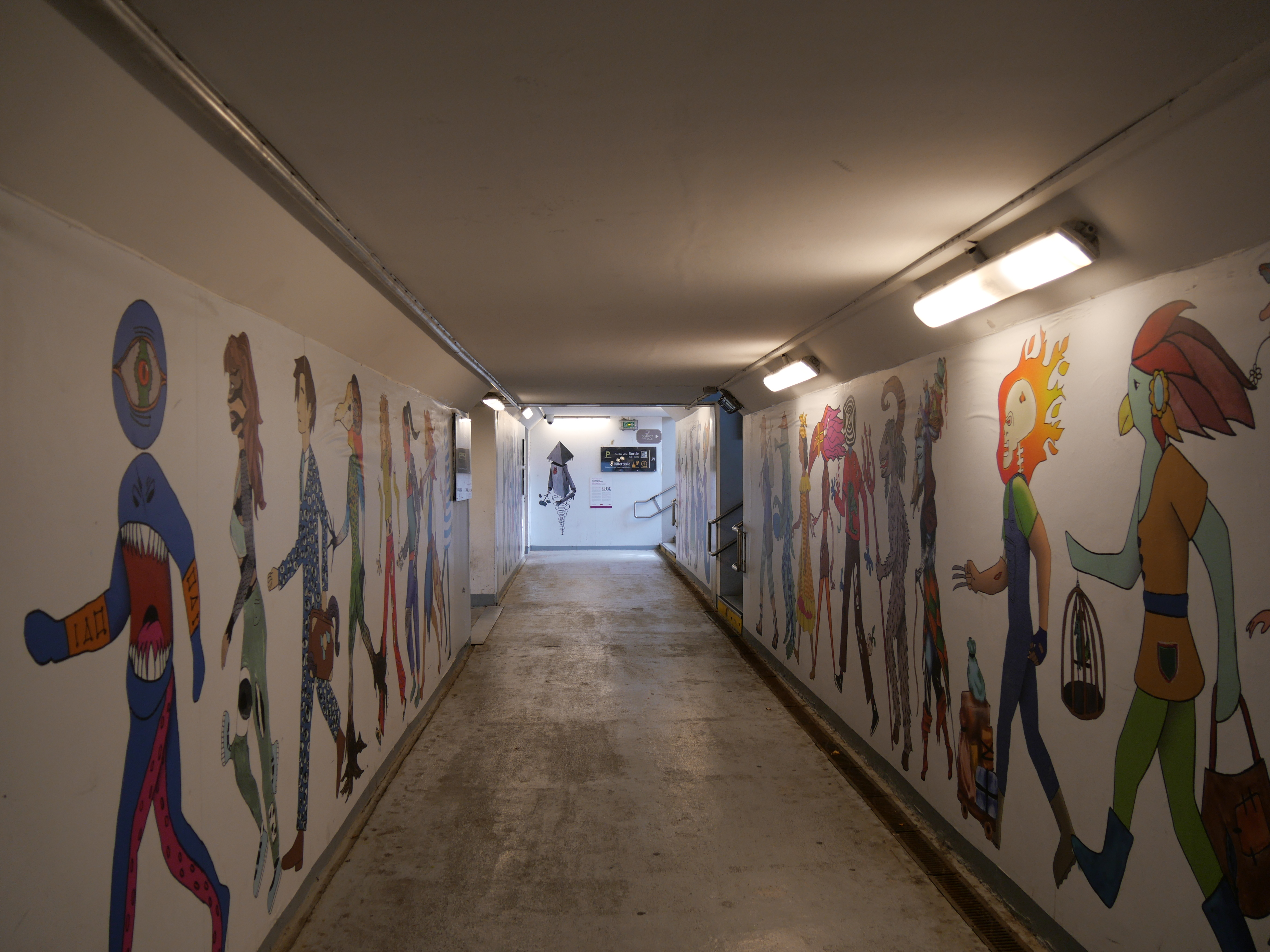
Passage souterrain

## Histoire
La gare de Lunel est mise en service le 9 janvier 1845.
Cette gare a été fermée au trafic du fret le 1er mars 2008.
Un nouveau bâtiment voyageurs a été inauguré le 6 octobre 2009. Il a coûté 580 000 euros.
En termes de fréquentation, cette gare est la huitième de la région Languedoc-Roussillon avec 2 000 voyageurs par jour.

## Fréquentation
En 2014, selon les estimations de la SNCF, la fréquentation annuelle de la gare était de 751 093 voyageurs.
| Année                      | 2015    | 2016    | 2017    | 2018    | 2019    | 2020    | 2021    | 2022    | 2023      | 2024      |
| -------------------------- | ------- | ------- | ------- | ------- | ------- | ------- | ------- | ------- | --------- | --------- |
| Voyageurs seuls            | 773 282 | 779 273 | 794 211 | 629 093 | 513 854 | 386 217 | 589 628 | 754 365 | 871 702   | 863 440   |
| Voyageurs et non voyageurs | 966 603 | 974 091 | 992 764 | 786 366 | 642 318 | 482 771 | 737 036 | 942 957 | 1 089 628 | 1 079 300 |

## Service des voyageurs

### Accueil
Gare SNCF, elle dispose d'un bâtiment voyageurs, avec guichet, ouvert tous les jours. Elle est équipée d'automates pour l'achat de titres de transport.

### Desserte
Lunel est desservie par tous les trains TER Occitanie qui desservent les gares de Nîmes et de Montpellier-Saint-Roch.

### Intermodalité
Un parc pour les vélos et un parking pour les véhicules sont aménagés. 
La gare est desservie par les lignes: 
- 1, 2, 3, 4 et 5 du réseau Olé (anciennement Transports Intercommunaux du Pays de Lunel) ;
- 135, 136, 601 et 607 du réseau régional liO.